# 卡瑟伊
卡瑟伊（法語：Casseuil，法語發音：[kasœj]）是法国吉伦特省的一个市镇，属于朗贡区。

## 地理
卡瑟伊（44°35'7"N, 0°6'52"W）面积6.34 平方千米，位于法国新阿基坦大区吉倫特省，该省份为法国西南部沿海省份，是法國本土面积最大的省，北起滨海夏朗德省，西临大西洋，南至朗德省，东南接洛特-加龍省，东临多爾多涅省。
与卡瑟伊接壤的市镇（或旧市镇、城区）包括：莫里泽斯、巴里、科德罗、德罗河畔吉伦特、圣富瓦拉隆格。

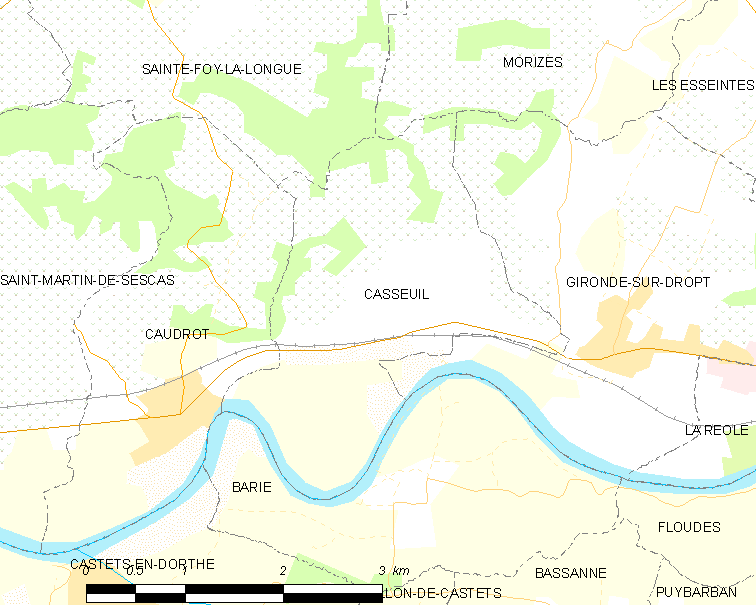
卡瑟伊的OSM定位图

卡瑟伊的时区为UTC+01:00、UTC+02:00（夏令时）。

## 行政
卡瑟伊的邮政编码为33190，INSEE市镇编码为33102。

## 政治
卡瑟伊所属的省级选区为勒雷奥莱-莱巴斯蒂德县。

## 人口

1962-2008年间卡瑟伊人口变化图示

卡瑟伊于2022年1月1日时的人口数量为369人。